# Solemnity
Solemnity est un groupe allemand de heavy metal, originaire d'Augsbourg, en Bavière. Le groupe qualifie lui-même sa musique de « heavy horror metal », ce qui fait d'eux, selon leurs dires, presque les seuls à pratiquer ce genre.

## Histoire
Le groupe est formé en hiver 1998 à Augsbourg, et se fait d'abord un nom en tant que groupe de scène. En 1999, le premier CD Live Assassins est enregistré et utilisé comme démo.
En 2001, l'album Reign in Hell est enregistré et masterisé au Eroc Mastering Ranch. Une image de Ken Kelly, qui a déjà travaillé pour Manowar et Kiss, sert d'illustration de couverture,. Deux ans plus tard, le groupe enregistre l'album King of Dreams, qui contient entre autres Spirits of the Dead, une reprise du groupe américain d'epic metal Manilla Road. De plus, Steve Sylvester du groupe italien de metal Death SS fait une apparition en tant que chanteur sur la chanson Vampires's Dance,.
En été 2005, le groupe sort un autre album, Shockwave of Steel. Celui-ci contenait, avec le titre Воля и Разум, une chanson de reprise du groupe russe de heavy metal Ария. Alors que l'album, comme les précédents, ne se vend pas aussi bien qu'espéré en Allemagne, il rencontre un grand succès, notamment en Europe de l'Est, en Asie et en Amérique. Le groupe vend au total plus de 17 000 unités du CD via son propre label.
En 2006, le groupe sort l'EP Another Bloody Sabbath, qui contient des morceaux inédits, des reprises et des chansons live.
Un an plus tard, en 2007, le groupe se sépare de son batteur Jürgen the Butcher, qui est remplacé par Harry Reischmann. Puis au printemps 2007, le groupe sort le single One Rode to Asa Bay. La chanson-titre, une reprise du groupe suédois de black metal Bathory, est enregistrée en direct dans la cathédrale d'Ulm avec des membres de l'orchestre symphonique de Bamberg. La deuxième chanson du single There Will Be Blood Tonight est une autre reprise, cette fois du groupe américain de heavy metal Lizzy Borden. En outre, le groupe tourne à cette époque son premier clip pour la chanson Axe Attack de l'album Shockwave of Steel.
L'album Lords of the Damned sort en août 2008,. Pour les chansons Kiss of Chaos, Hairführer et  Kingdom of Flames, des passages vocaux sont enregistrés avec deux chœurs composés de 60 personnes. Lors de l'enregistrement de l'album, des instruments atypiques pour un groupe de metal sont également utilisés, comme des sitars, des violons et des cors. Vers la fin de l'année 2008, le groupe part en tournée en Europe de l'Est pour la première fois de sa carrière.
Le premier DVD du groupe …Other Bands Play - Solemnity Slay ! est tourné en mars 2009 au Kaminwerk à Memmingen, et sort en décembre de la même année. Le groupe se sépare en 2018.

## Discographie

### Albums studio
- 2001 : Reign in Hell (Solemnity Music, réédité en 2002 chez Remedy Records)
- 2003 : King of Dreams (Remedy Records)
- 2005 : Shockwave of Steel (Solemnity Music)
- 2008 : Lords of the Damned (Solemnity Music)
- 2012 : Circle of Power (Solemnity Music)

### Démos
- 1999 : Live Assassins

### Apparitions
- 2006 : Another Bloody Sabbath (EP, Solemnity Music)
- 2007 : One Rode to Asa Bay (single, Solemnity Music)
- 2009 : …Other Bands Play – Solemnity Slay! (DVD, Solemnity Music)